# Lasiopleura capax
Lasiopleura capax är en tvåvingeart som först beskrevs av Daniel William Coquillett 1898.  Lasiopleura capax ingår i släktet Lasiopleura och familjen fritflugor. Inga underarter finns listade i Catalogue of Life.